# Blauhals-Schnellläufer

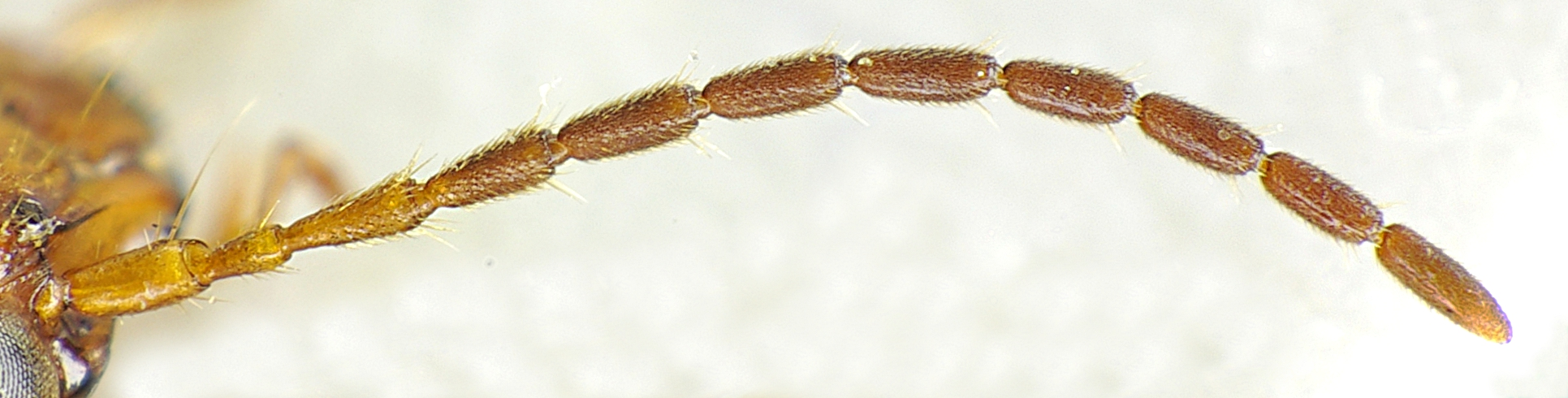
Abb. 1: Fühler

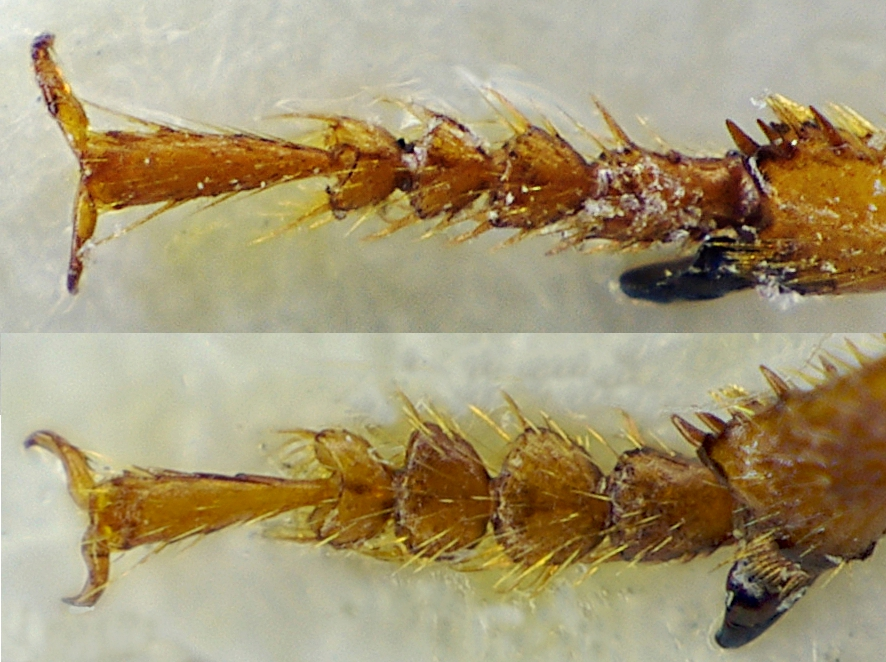
Abb. 2: Vordertarse eines Weibchens (oben) und eines Männchens (unten)

Der Blauhals-Schnellläufer, auch Bunter Schnellläufer (Diachromus germanus) ist ein Käfer aus der Familie der Laufkäfer und der Unterfamilie der Harpalinae.
Der Gattungsname Diachromus ist von altgr. διά diá „hindurch“ und χρῶμα chrōma „Farbe“ abgeleitet. Der Artname germanus (lat.) bedeutet „deutsch“ oder „Bruder“. Über die Bedeutung der beiden Namen lässt sich nur spekulieren. Der Namensteil „Blauhals“ bezieht sich auf den blaugrünen Halsschild, der Name „Schnellläufer“ wird häufig für Arten der Unterfamilie Harpalinae gebraucht.

## Merkmale des Käfers
Der Käfer wird acht bis zehn Millimeter groß. Er hat einen breiten Kopf mit nach vorn gerichteten Mundwerkzeugen, einen herzförmigen Halsschild und gestreifte Flügeldecken. Diese verbreitern sich nach hinten über zwei Drittel ihrer Länge wenig und enden dann gemeinsam halbkreisförmig abgerundet. Kurz vor dem Ende sind die Seiten der Flügeldecken leicht wellenförmig ausgerandet. Die Oberseite ist kurz abstehend behaart. Die Färbung ist unverwechselbar. Kopf, Beine, Fühler und der größte Teil der Flügeldecke sind rotgelb, auf beiden Flügeldecken gemeinsam befindet sich am Ende ein großer dunkler, bläulicher Fleck. Der Halsschild ist bis auf den feinen Seitenrand intensiv blaugrün. 
Kopf und Halsschild sind dicht mittelstark, die Flügeldecken dicht fein punktiert. Auf dem Kopf sitzt nur eine Borste (Supraorbitalseta) auf jeder Seite etwas hinter der Mitte des Oberrandes der dunklen Augen. Diese treten mäßig hervor. Die Fühler sind elfgliedrig, fadenförmig und ab der zweiten Hälfte des dritten Glieds behaart (Abb. 1)
Die fünfgliedrigen Tarsen der Vorderbeine und des mittleren Beinpaares sind bei den Männchen verbreitert (Abb. 2) und auf der Unterseite bürstenartig behaart. Das erste Hintertarsenglied ist so lang wie das zweite und dritte zusammen.

## Biologie
Die Käfer leben phytophag, sie fressen vorzugsweise unreife Grassamen. Man findet die Art in der Ebene und niederen Gebirgslagen, häufig gesellig unter Steinen. Die wärmeliebende Art wird von Waldrändern, Gärten, Feldern und Ruderalflächen gemeldet, vor allem auf Sandboden.

## Verbreitung
Die Art hat ihr Verbreitungszentrum im Mittelmeergebiet, die nördliche Grenze des Verbreitungsareals verläuft durch Deutschland, wo man seit Beginn der achtziger Jahre ein Vordringen nach Norden beobachtet. Außerdem ist die Art aus den Niederlanden, Dänemark, Großbritannien, dem Kaukasus und Westasien bekannt.